# NGC 6572
NGC 6572 je planetární mlhovina v souhvězdí Hadonoše. Objevil ji ruský astronom německého původu Friedrich Georg Wilhelm von Struve 18. července 1825.

## Pozorování

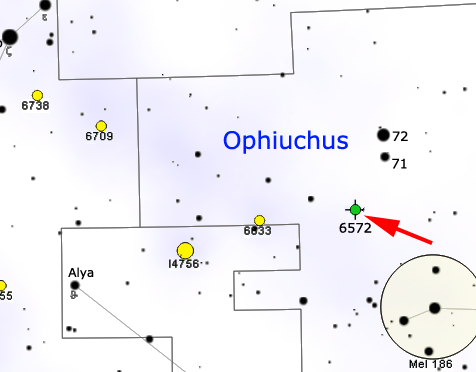
Poloha NGC 6572 v souhvězdí Hadonoše

Na obloze se nachází v severovýchodní části souhvězdí v oblasti poměrně chudé na výrazné hvězdy, přibližně 2 stupně jihovýchodně od hvězdy 71 Ophiuchi. Pod čistou průzračnou oblohou je mlhovina pozorovatelná i malým čočkovým hvězdářským dalekohledem o průměru 80 mm, ve kterém vypadá jako slabý namodralý kotouček. Pomocí dalekohledu o průměru 200 mm nebo větším je při velkém zvětšení (s případnou pomocí OIII filtru) možné zpozorovat některé podrobnosti, jako její eliptický tvar protažený od severu na jih. Bílý trpaslík uprostřed mlhoviny má 13. magnitudu a na jasném pozadí mlhoviny jej lze obtížně pozorovat až velkým dalekohledem.
Mlhovina má malou severní deklinaci, takže se nachází blízko nebeského rovníku a je tedy snadno pozorovatelná ze všech obydlených oblastí Země, ale pozorovatelé na severní polokouli jsou při jejím pozorování mírně zvýhodněni. Nejvhodnější období pro její pozorování na večerní obloze je od června do října.
Blízko NGC 6572 se nachází několik jasných otevřených hvězdokup: 4 stupně východně od mlhoviny se nachází NGC 6633, 7 stupňů východně leží IC 4756, 6,5 stupňů západně leží IC 4665 a 5 stupňů jihozápadně leží volná otevřená hvězdokupa Melotte 186.

## Historie pozorování
Mlhovinu jako první pozoroval Friedrich Georg Wilhelm von Struve 18. července 1825. pomocí čočkového dalekohledu o průměru 9,6 palce. Mlhovina unikla zkušenému pozorovateli Williamu Herschelovi. V katalogu NGC je popsána jako velmi malá a jasná kruhová mlhovina, trochu zamlžená.

## Vlastnosti
NGC 6572 je velmi výrazná mlhovina, jejíž vzdálenost se odhaduje na 2 000 parseků (6 500 světelných let) a leží tedy v oblasti mezi galaktickými rameny nebo nedaleko od vnějšího okraje ramena Střelce.
Její hmotnost je přibližně polovina hmotnosti Slunce a stáří, měřené pomocí rychlosti rozpínání plynů, které dosahuje 16 km/s, se odhaduje na přibližně 2 500 až 2 600 let. Předpokládá se, že mlhovina je již na konci svého vývoje.
Mlhovina je velmi jasná, její magnituda je 8,1 a nebýt mezihvězdného prachu, který se nachází podél úhlu pohledu a zastiňuje ji, odhaduje se, že by měla dvojnásobnou jasnost.